# Nalkheda
Nalkheda is een nagar panchayat (plaats) in het district Agar Malwa van de Indiase staat Madhya Pradesh. 

## Demografie
Volgens de Indiase volkstelling van 2001 wonen er 14.201 mensen in Nalkheda, waarvan 52% mannelijk en 48% vrouwelijk is. De plaats heeft een alfabetiseringsgraad van 59%. 